# Alice Wey-Heini
Alice Wey-Heini (* 1936 in Luzern) ist eine Schweizer Politikerin (FDP). Dem Kantonsrat des Kantons Luzern gehörte sie von 1979 bis 1995 an.

## Engagement und Privates
Alice Heini wuchs in Luzern auf, ihr Vater war dort Grossstadtrat. Sie absolvierte eine Schule des KV und heiratete den Rickenbacher Alfons Wey. In dieser Gemeinde leitete sie, die von ihr mitgegründete, regionale Musikschule. Sie führte die Stelle der Krankenkasse und baute einen Vorläufer der Spitex und den Frauenturnverein auf. Als Mutter von drei Kindern war Wey-Heini in der Schulpflege sowie der Kreisschulpflege tätig.
Als Witwe zügelte Wey-Heini 2010 nach Luzern und betätigt sich dort im «Netzwerk 80plus».

## Politik
Wey-Heini gehörte der Liberalen Partei Luzern an. Sie kandidierte für das Amt Sursee und war von 1979 bis 1995 Kantonsrätin. Als Grossratspräsidentin hatte sie im Jahr 1991 das höchste Amt im Kanton inne – als zweite Frau nach Brigitte Mürner-Gilli 1986. Da die liberalen Frauen keine Kandidatin für ihre Nachfolge fanden, blieb sie weitere vier Jahre im Amt.

## Belege
1. 1 2  surseerwoche.ch: Alice Wey war die erste und bisher einzige Grossratspräsidentin der Region. (11. Januar 2019; abgerufen am 8. Januar 2023)
2. 1 2  «Das Leben muss doch einen Sinn haben» In: Zenit, Pro Senectute Luzern. Heft 3, 2020. S. 11–13.

| Personendaten    | Personendaten               |
| ---------------- | --------------------------- |
| NAME             | Wey-Heini, Alice            |
| ALTERNATIVNAMEN  | Heini, Alice (Geburtsname)  |
| KURZBESCHREIBUNG | Schweizer Politikerin (FDP) |
| GEBURTSDATUM     | 1936                        |
| GEBURTSORT       | Luzern, Schweiz             |